# Delphine Friedmann
 (février 2024).
Pour les articles homonymes, voir Friedmann.
Delphine Friedmann, ou Delphine Friedmann-Perreten, est une archiviste suisse active plus particulièrement dans le canton de Vaud où elle est directrice des Archives cantonales vaudoises depuis 2019.

## Biographie
Née à Bâle en 1973, Delphine Friedmann fait sa scolarité à La Tour-de-Peilz puis étudie l'histoire de l’art, l'allemand et la philosophie à l'Université de Lausanne de 1993 à 2000[source insuffisante].
En 1999, alors encore étudiante, elle publie un article sur les peintres du Chablais et collabore à un article sur le peintre-affichiste suisse Frédéric Rouge. Elle participe aussi à l'exposition « Alphonse Laverrière, 1872-1954: parcours dans les archives d'un architecte » et à l'ouvrage de l'exposition en rédigeant plusieurs notices des œuvres présentées. En 2000, elle soutient sa licence en histoire de l'art (chaire d'art monumental régional) dont le mémoire porte sur l'architecture privée de La Tour-de-Peilz de 1850-1914.
Elle se spécialise en archivistique dès sa sortie de l'université et est nommée en 2000 au poste d’archiviste intercommunale créé par la Commune de Prilly avec Écublens et Jouxtens-Mézery,. 

## Carrière d'archiviste
Depuis 2001, Delphine Friedmann s'est impliquée dans plusieurs groupes de travail d'archivistes en Suisse.
Au sein de l'Association des archivistes suisses (AAS), elle a participé au groupe de travail « Archives communales » qu'elle préside entre 2008 et 2011.
À l'occasion de la Journée suisse des archives 2017, elle a également mis en place un partenariat entre Wikimedia CH, les archives de Prilly et Ecublens et les écoles de ces villes.
Le 1er juillet 2019, elle succède à Gilbert Coutaz comme directrice des Archives cantonales vaudoises,,. À ce poste, elle est notamment chargée de mettre en œuvre la politique de gouvernance documentaire de l'État de Vaud en maîtrisant le cycle de vie de l'information produite par l'administration cantonale dans le cadre de ses activités et en développant des outils permettant de gérer et conserver les données numériques de façon fiable et pérenne.
Dans le cadre de ses activités, elle se penche notamment sur les récits de vie ordinaires des habitants du canton, à l'instar des témoignages des personnes ayant résidé près de l'ancien site nucléaire de Lucens.

### Biographies
- « Delphine Friedmann - La directrice des Archives cantonales vaudoises », sur www.vd.ch